# Sangre, esfuerzo, lágrimas y sudor

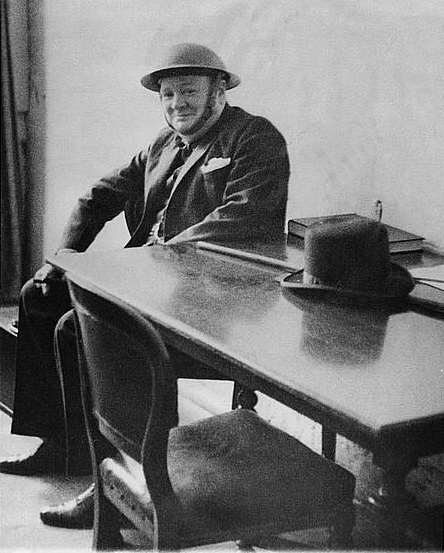
Churchill, protegido por un casco militar, en 1940.

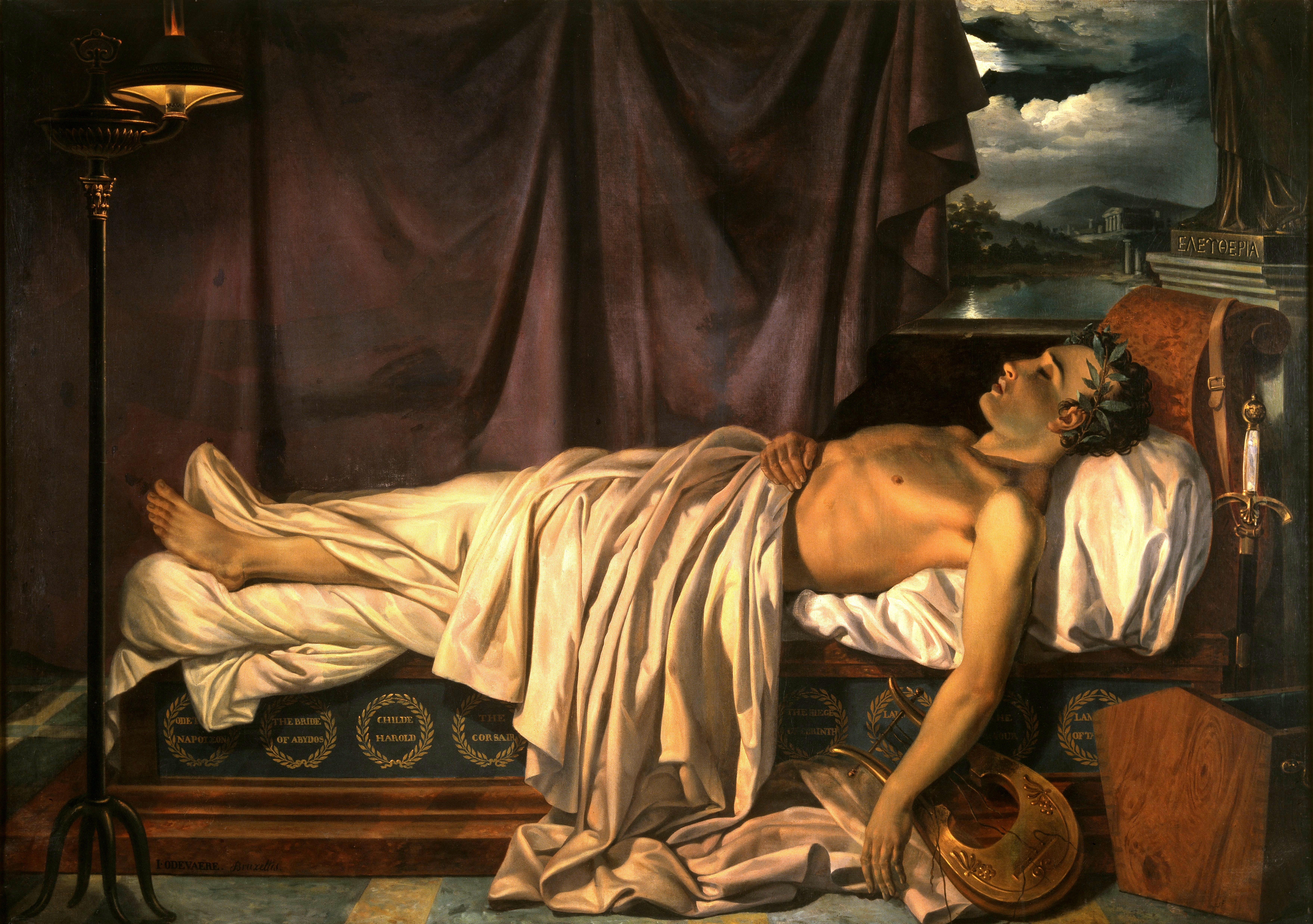
Byron en su lecho de muerte, obra de Joseph Denis Odevaere (ca. 1826). La muerte de Byron ocurrió mientras apoyaba la independencia griega (1824).

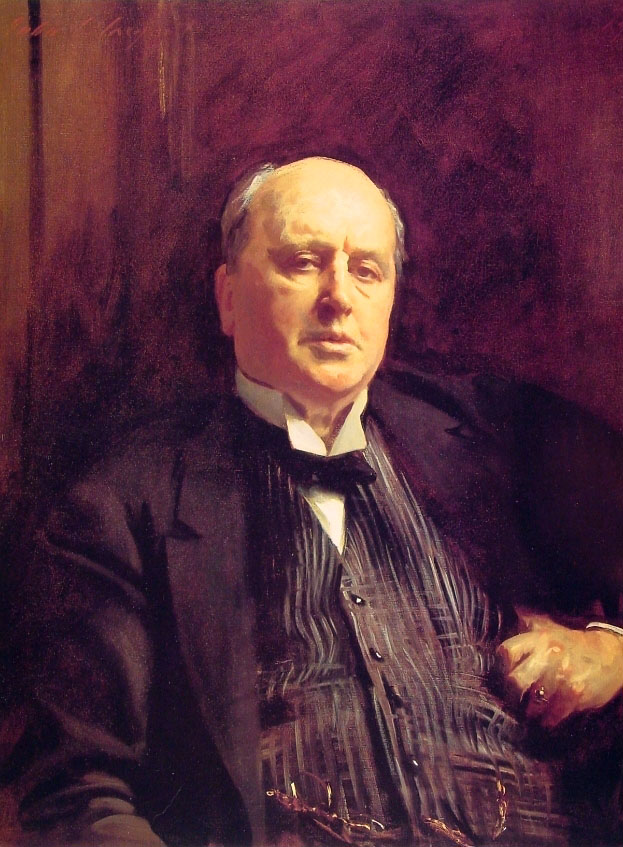
Retrato de Henry James, obra de John Singer Sargent (1913).

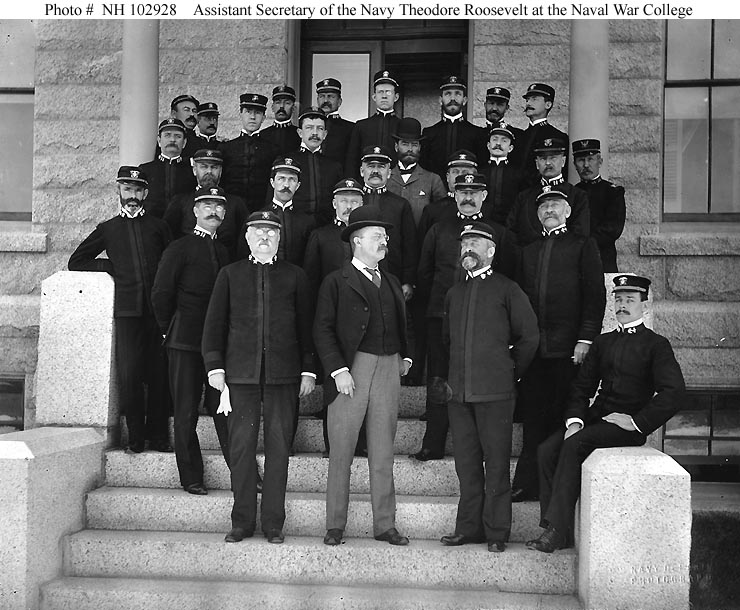
Theodore Roosevelt ante el Naval War College de Newport (Rhode Island), junto a profesores y alumnos de la institución.

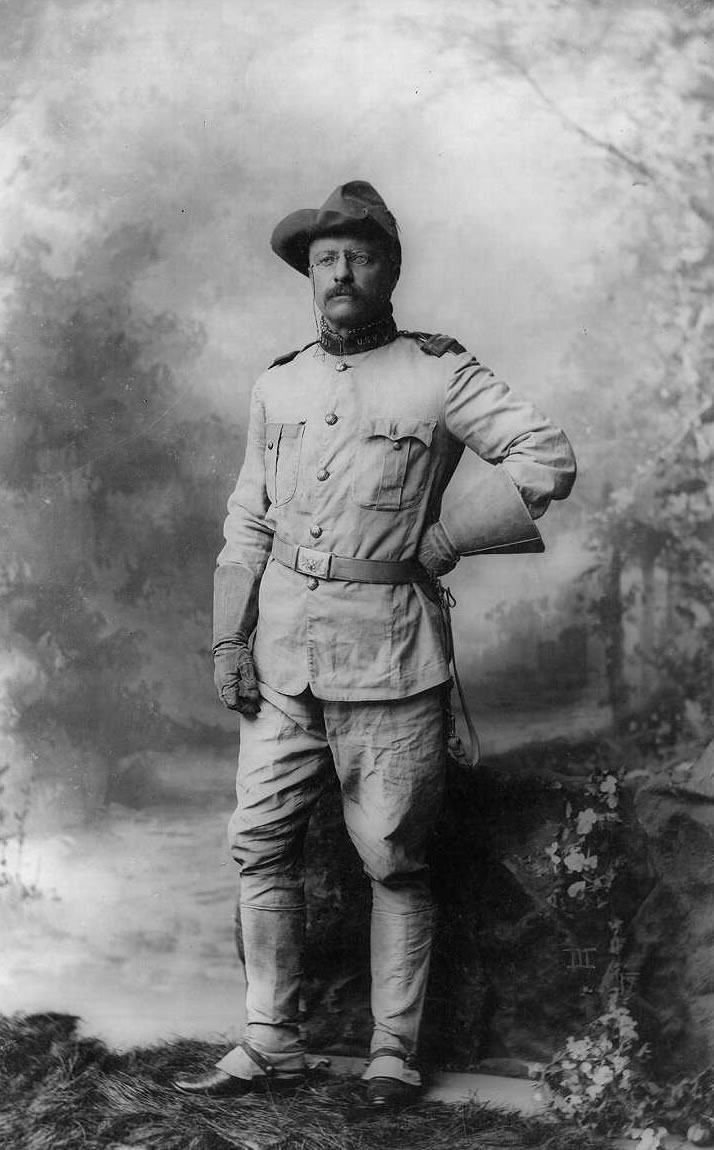
Theodore Roosevelt, vistiendo uniforme, en 1898.

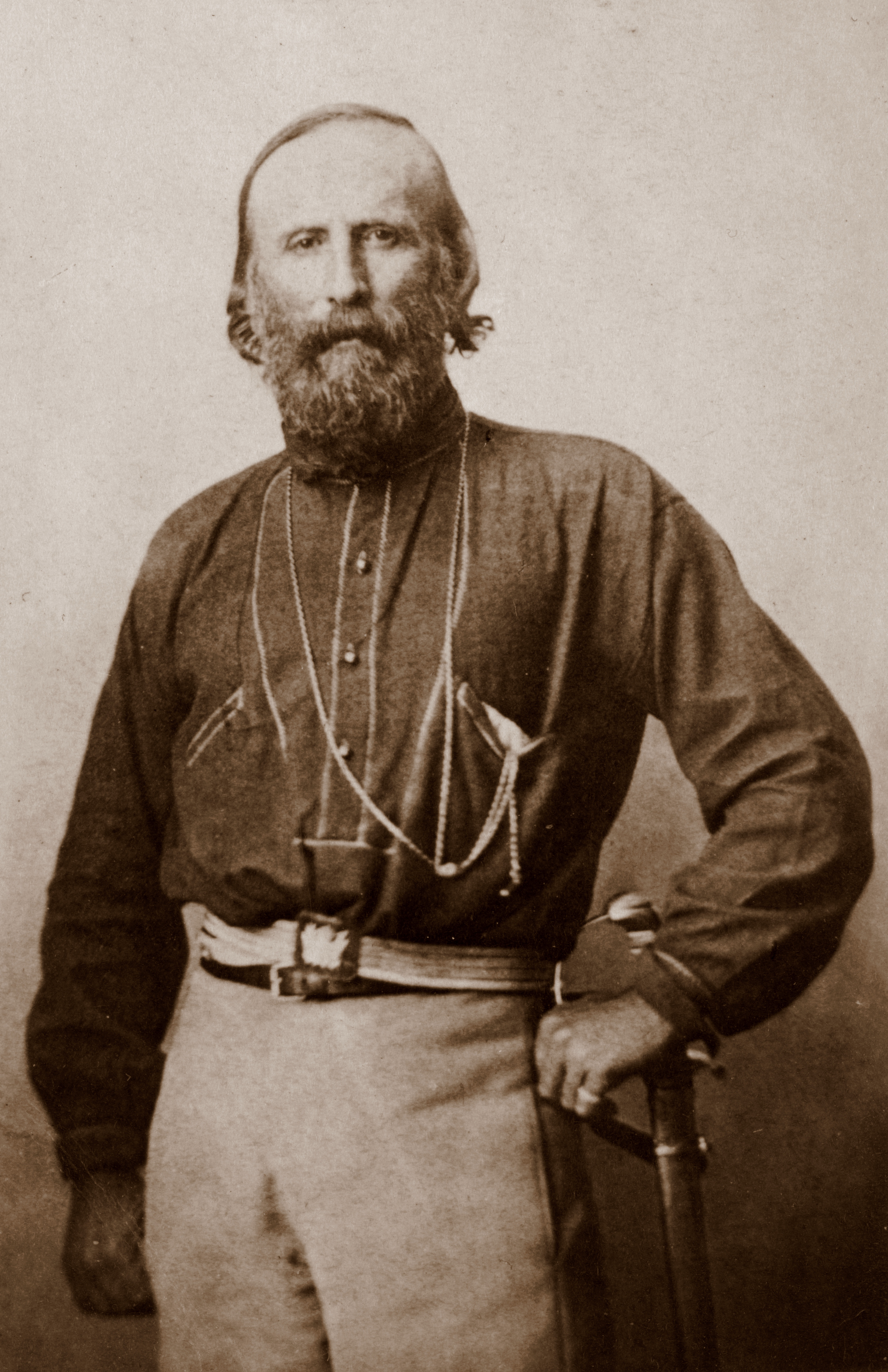
Garibaldi, con camisa roja y espada, en 1861.

«Sangre, esfuerzo, lágrimas y sudor» (en inglés blood, toil, tears and sweat) es una famosa expresión utilizada en un histórico discurso del primer ministro británico Winston Churchill ante la Cámara de los Comunes (la cámara baja del Parlamento del Reino Unido), el 13 de mayo de 1940, tras reemplazar a Neville Chamberlain como primer ministro, en el contexto de la batalla de Francia, ocho meses después de haber comenzado la Segunda Guerra Mundial, cuando las fuerzas aliadas estaban experimentando continuas derrotas frente a la Alemania nazi.

I have nothing to offer but blood, toil, tears and sweat.
No tengo nada que ofrecer sino sangre, esfuerzo, lágrimas y sudor.

A pesar de no responder a la literalidad de la cita, se emplea frecuentemente con la forma «sangre, sudor y lágrimas» (blood, sweat and tears). El propio Churchill repitió la frase en distintas ocasiones y con distintas formulaciones durante la guerra (por ejemplo, con un efecto rítmico: I have nothing to offer but blood and toil, tears and sweat); y editó sus propios discursos en una recopilación con el título abreviado (Blood, sweat and tears, 1941).

## Precedentes
La expresión no parece ser en realidad original de Churchill, aunque él reivindicaba que sí, incluso tras señalarle citas similares de la novela The Bostonians de Henry James (1886); aduciendo que nunca había leído ese libro. Mucho más evidente es la similitud con un poema de Lord Byron (The Age of Bronze —h. 1815—, una crítica al patriotismo impostado de quienes apoyaban la política de corn laws a comienzos del siglo XIX).

Year after year they voted cent- per cent.,
Blood, sweat, and tear-wrung millions, — why ? for rent!
They roar'd, they dined, they drank, they swore they meant
To die for England — why then live r — for rent!
Año tras año votan cien por cien
Sangre, sudor y lágrimas arrancadas a millones —¿por qué? ¡por la renta!
rugen, comen, beben, juran que
morirían por Inglaterra —por qué viven entonces... eh... ¡por la renta!

También se ha supuesto que la tomó de un discurso de Theodore Roosevelt ante el Naval War College el 2 de junio de 1897 (cuando era subsecretario de marina —aún no presidente de Estados Unidos— y preparaba la inmediata guerra hispano-norteamericana de 1898). Churchill pudo haberse familiarizado con la frase de Roosevelt desde la época en que fue primer lord del Almirantazgo (1911-1914), cargo equivalente al que desempeñaba Roosevelt cuando la formuló inicialmente; pero también es posible que hubiera recurrido a las obras de Roosevelt (de amplia difusión, debido a su notable calidad en materia de historia militar) en el mismo momento de preparar su intervención.

... because of the blood and sweat and tears, the labor and the anguish through which, in the days that have gone, our forefathers moved on to triumph.
...a causa de la sangre y el sudor y las lágrimas, el trabajo y la angustia mediante los cuales, en los días pasados, nuestros predecesores alcanzaron el triunfo.

Tampoco fue el estadounidense el primer personaje histórico en realizar una arenga semejante: en lengua italiana, Giuseppe Garibaldi se dirigía en idénticos términos (al menos en el contenido) el 2 de julio de 1849 al Parlamento de la efímera y revolucionaria República romana y a los 4700 soldados que iban a defenderla frente a un ejército muy superior, en el contexto de la unificación italiana.
Variantes de la fórmula habían sido usadas previamente por el propio Churchill, por ejemplo en un artículo de 1939 titulado «Can Franco restore unity and strength to Spain».

## Contexto
Churchill pronunció tres discursos públicos durante el período de la batalla de Francia. Este discurso y los dos siguientes, del 4 de junio de 1940 («Lucharemos en las playas») y del 18 de junio siguiente («Esta fue su hora más gloriosa»), tuvieron una extraordinaria influencia en la opinión pública británica, preparándola para enfrentarse a una guerra dura y prolongada, y que, a diferencia de lo ocurrido durante la Primera Guerra Mundial, previsiblemente afectaría también al territorio de la isla, como se confirmó desde julio de ese mismo año con los enfrentamientos aéreos de la batalla de Inglaterra y los bombardeos masivos, que se mantuvieron hasta el final de la guerra (1945).
La intervención parlamentaria del 13 de mayo, al ser la primera del nuevo gobierno, hace referencia explícita a la primera reunión de este, que sería a quien en realidad se dirigía inicialmente la frase en cuestión:

To form an Administration of this scale and complexity is a serious undertaking in itself, but it must be remembered that we are in the preliminary stage of one of the greatest battles in history, that we are in action at many other points in Norway and in Holland, that we have to be prepared in the Mediterranean, that the air battle is continuous and that many preparations, such as have been indicated by my hon. Friend below the Gangway, have to be made here at home. In this crisis I hope I may be pardoned if I do not address the House at any length today. I hope that any of my friends and colleagues, or former colleagues, who are affected by the political reconstruction, will make allowance, all allowance, for any lack of ceremony with which it has been necessary to act. I would say to the House, as I said to those who have joined this government: "I have nothing to offer but blood, toil, tears and sweat."
We have before us an ordeal of the most grievous kind. We have before us many, many long months of struggle and of suffering. You ask, what is our policy? I can say: It is to wage war, by sea, land and air, with all our might and with all the strength that God can give us; to wage war against a monstrous tyranny, never surpassed in the dark, lamentable catalogue of human crime. That is our policy. You ask, what is our aim? I can answer in one word: It is victory, victory at all costs, victory in spite of all terror, victory, however long and hard the road may be; for without victory, there is no survival. Let that be realised; no survival for the British Empire, no survival for all that the British Empire has stood for, no survival for the urge and impulse of the ages, that mankind will move forward towards its goal.
Constituir una Administración de esta escala y complejidad ya es una tarea muy seria en sí misma, pero debe recordarse que estamos en la fase preliminar de una de las grandes batallas de la historia, que estamos actuando en muchos otros puntos en Noruega y en Holanda, que tenemos que estar listos en el Mediterráneo, que la batalla aérea es continua y que muchos preparativos, tales como los que han sido indicados por mi honorable Amigo, deben hacerse aquí y en el exterior. Espero que cualquiera de mis amigos y colegas, o ex colegas, que hayan sido afectados por la reestructuración política, se hagan cargo, y comprendan totalmente, la falta de ceremonial con la que ha sido necesario actuar. Diré a esta Cámara, tal como le dije a aquellos que se han unido a este Gobierno: "No tengo nada que ofrecer, sino sangre, esfuerzo, lágrimas y sudor".
Tenemos ante nosotros una prueba de la naturaleza más penosa. Tenemos ante nosotros muchos, muchos largos meses de lucha y de sufrimiento. Me preguntáis: ¿cuál es vuestra política? Os lo diré: hacer la guerra por mar, tierra y aire con toda nuestra potencia y con toda la fuerza que Dios nos pueda dar; hacer la guerra contra una tiranía monstruosa, nunca superada en el oscuro y triste catálogo del crimen humano. Esa es nuestra política. Preguntaréis: ¿cuál es nuestro objetivo? Puedo responderos con una palabra: victoria, victoria a toda costa, victoria a pesar del terror, victoria por largo y duro que sea el camino, porque sin victoria no hay supervivencia. Que quede claro: no habrá supervivencia para el Imperio británico, no habrá supervivencia para todo lo que el Imperio británico ha defendido, no habrá supervivencia para el estímulo y el impulso de todas las generaciones, para que la humanidad avance hacia sus metas.

## Cultura popular
La banda estadounidense de jazz rock Blood, Sweat & Tears tomó su nombre de la famosa expresión.